# Age of Empires II: The Conquerors
Age of Empires II: The Conquerors – dodatek do gry komputerowej Age of Empires II: The Age of Kings wydany 24 sierpnia 2000. W tym dodatku twórcy dali graczowi do dyspozycji 13 cywilizacji, takich jak Aztekowie, Majowie, Koreańczycy, Hiszpanie i Hunowie. Gracz może wcielić się w konkwistadorów i łupić ówczesną kulturę Ameryki Północnej i Południowej. Można było też próbować obronić się rasami Majów i Azteków przed najazdem Europejczyków.

## Nowe cywilizacje
W dodatku doszło 5 nowych cywilizacji, 3 z nowych cywilizacji należą do starych kręgów kulturowych (Dalekowschodniego, Zachodnioeuropejskiego i Wschodnioeuropejskiego), a 2 z nich do całkowicie nowego kręgu kulturowego, o nazwie Nowy Świat. Do Dalekowschodniego należą Koreańczycy, do Zachodnioeuropejskiego Hiszpanie, z kolei do Wschodnioeuropejskiego Hunowie. Nowy Świat to Aztekowie i Majowie, cywilizacje te poza nowym stylem architektonicznym wyróżniają się jeszcze w inny sposób. Ich Mnich i Wóz Handlowy posiadają unikatowy wygląd (w przypadku drugiego jest to spowodowane brakiem konnych jednostek).

## Nowe jednostki
Dodano również nowe jednostki, takie jak:
- Ary
- Pekari
- Jaguary
- Konie
- Husarze
- Sabotażyści
- Halabardnicy
- Wojownicy Orły

## Nowe unikalne jednostki
Każda z nowych cywilizacji posiada specyficzną dla siebie jednostkę szkoloną w Zamku (lub w Doku i Klastorze, w przypadku Okrętu Żółwia i Misjonarza), a są to:
- Aztekowie – Wojownik Jaguar (Piechota)
- Hiszpanie – Konkwistador (Konny Kanonier), Misjonarz (Mnich na Ośle)
- Hunowie – Tarkan (Kawaleria)
- Koreańczycy – Wóz Bojowy (Konny Łucznik), Okręt Żółw (Okręt Wojenny)
- Majowie – Pierzasty Łucznik (Łucznik)

## Nowe cuda
Nowe cywilizacje posiadają oczywiście nowe Cuda, ich lista poniżej:
- Aztekowie – Templo Mayor (Miasto Meksyk, Meksyk)
- Hiszpanie – Torre del Oro (Sewilla, Hiszpania)
- Hunowie – Łuk Augusta (Rzym, Włochy)
- Koreańczycy – Hwangnyongsa (Gyeongju, Korea Południowa)
- Majowie – Świątynia Wielkiego Jaguara (Tikal, Gwatemala)